# Iranella simonettai
Iranella simonettai är en insektsart som beskrevs av Scott LaGreca 2004. Iranella simonettai ingår i släktet Iranella och familjen Dericorythidae. Inga underarter finns listade i Catalogue of Life.